# Sadovo, Varna
Sadovo (în bulgară Садово) este un sat în Obștina Avren, Regiunea Varna, Bulgaria.

## Demografie
Componența etnică a satului Sadovo
     Turci (13,23%)
     Nicio identificare (41,84%)
     Bulgari (43,69%)
     Romi (0%)
     Altele (1,23%)
La recensământul din 2011, populația satului Sadovo era de 325 locuitori. Nu există o etnie majoritară, locuitorii fiind bulgari (43,69%) și turci (13,23%). Pentru 41,84% din locuitori nu este cunoscută apartenența etnică.